# Sturanyella
Sturanyella é um género de gastrópode  da família Helicinidae.
Este género contém as seguintes espécies:
- Sturanyella carolinarum
- Sturanyella epicharis
- Sturanyella plicatilis Mouss.